# Pseudophoxinus crassus
Pseudophoxinus crassus és una espècie de peix cipriniforme de la família dels ciprínids que es troba a Anatòlia (Turquia).